# La raza cósmica
La raza cósmica es un ensayo publicado en Madrid (España) en 1925 por el filósofo y académico mexicano José Vasconcelos Calderón, entonces secretario de Educación Pública (1921-1924) y candidato presidencial de su país en 1929.

## Contenido
Vasconcelos expresó la ideología de la «quinta raza» del continente americano, una aglomeración de todas las razas del mundo sin distinción alguna para construir una nueva civilización (Universópolis) y gente del mundo entero transmitiendo su conocimiento. Según el autor, los habitantes de Iberoamérica (ex-posesiones de España y Portugal) tienen factores territoriales, raciales y espirituales para iniciar la «era universal de la humanidad».
Señalando que las ideas de Charles Darwin son «teorías científicas» sólo creadas para validar, explicar y justificar la superioridad racial y la represión a otras, Vasconcelos intenta rechazar esas teorías y reconoce en sus propias palabras un esfuerzo ideológico para mejorar la moral cultural de la «raza oprimida» al dar una teoría optimista del futuro desarrollo de una «raza cósmica».

## Uso de la expresión
La expresión «raza cósmica» engloba la noción según la cual los conceptos exclusivos de raza y nacionalidad deben ser trascendidos en nombre del destino común de la humanidad. Originalmente se refirió a un movimiento de intelectuales mexicanos de la década de 1920, que apuntaron que los latinoamericanos tienen sangre de las cuatro razas primigenias del mundo: roja (amerindios), blanca (europeos), negra (africanos) y amarilla (asiáticos): la mezcla entre todas ellas da como resultado la aparición de una quinta y última, la más perfecta y sublime: la «Raza Cósmica», trascendiendo las gentes del «viejo mundo». La expresión «La Raza» es una versión abreviada de «La raza cósmica» y se refiere al mestizaje en Latinoamérica. Vasconcelos usó también la expresión «raza de bronce» en el mismo sentido.
Vasconcelos interpreta la historia de la cultura como un proceso cíclico, regido por una «ley de estados sociales», de los cuales identifica tres. El primer estado, el más primitivo, tiene como paradigma el apetito profano (predomina la ley del más fuerte, no existe ningún desarrollo espiritual, pues la preservación de la vida propia es prioridad). El segundo estado gira en torno a la racionalidad (la vida se somete al control de la ley: aparece la política y el derecho). El tercer estado, el más avanzado, se fundamenta en torno a la voluntad (todas las regulaciones sobre la vida dejan de tener sentido, pues el hombre ha alcanzado su plenitud en la espiritualidad, misma que se practica a través del amor).
La concepción que Vasconcelos tiene del tiempo histórico no es unidireccional: una civilización puede avanzar o retroceder entre los tres estados sociales mencionados (y ha sucedido muchas veces en la historia mundial). Lo que determina si una civilización logra evitar la decadencia y regenerarse es el grado y el momento en que logre una mezcla con otras razas. Así, Vasconcelos explica que una civilización comienza a decaer cuando se encierra en sí misma, negándose a contactar con el exterior. Esa postura termina la posibilidad de la renovación; la civilización en cuestión cumple su misión histórica (o no) y  poco a poco pierde vitalidad, retrocediendo a través de los estados sociales, hasta que desaparece por completo (el ejemplo más claro es Egipto). Por el contrario, si una civilización logra mezclarse con elementos externos renovadores, el proceso de decadencia se desacelera, detiene y revierte, logrando recuperar la vitalidad perdida.
De tal forma, la América hispana es, según Vasconcelos, la suma de toda la humanidad, el punto culminante de su historia: América es donde se combina la hispanidad europea (síntesis de celtas, iberos, romanos, germanos) con «el espíritu contemplativo» del indio americano, «la sensualidad» del africano y «el sentido de unidad colectiva» del asiático.